# Spontánní próza
Spontánní próza je literární styl 20. století. Spisovatel zaznamenává své bezprostřední dojmy, postřehy a myšlenky. Texty obsahují dlouhá souvětí, která se skládají z ostře frázovaných vět. Vyznačují se velkým množstvím citoslovcí, nespisovným jazykem, minimem interpunkčních prostředků. Díky tomu, že tento žánr staví na volném asociačním toku slov, má blízko k jazzovým improvizacím.

## Autoři
- Jack Kerouac